# Ctenitis latifrons
Ctenitis latifrons är en träjonväxtart som först beskrevs av Brackenr., och fick sitt nu gällande namn av Edwin Bingham Copeland. Ctenitis latifrons ingår i släktet Ctenitis och familjen Dryopteridaceae. Inga underarter finns listade.